# Жериштеа (Горж)
Жериштеа (рум. Jeriștea) насеље је у Румунији у округу Горж у општини Сачелу. Oпштина се налази на надморској висини од 463 m.

## Становништво
Према подацима из 2002. године у насељу је живело 12 становника, од којих су сви румунске националности.